# Zagrebačka nogometna zona 1969./70.
Zagrebačka nogometna zona  je bila jedna od zona Prvenstva Hrvatske, te liga trećeg stupnja nogometnog prvenstva Jugoslavije u sezoni 1969./70. 
 
Sudjelovalo je 14 klubova, a prvak je bio "Tehničar" iz Karlovca.

## Ljestvica
| mj. | klub                 | ut. | pob. | ner. | por. | gol+ | gol- | bod |
| --- | -------------------- | --- | ---- | ---- | ---- | ---- | ---- | --- |
| 1.  | Tehničar Karlovac    | 26  | 15   | 4    | 7    | 49   | 24   | 34  |
| 2.  | MTČ Čakovec          | 26  | 14   | 6    | 6    | 57   | 42   | 34  |
| 3.  | Rudeš Zagreb         | 26  | 14   | 5    | 7    | 44   | 43   | 33  |
| 4.  | Segesta Sisak        | 26  | 13   | 6    | 7    | 62   | 32   | 32  |
| 5.  | Sloga Čakovec        | 26  | 12   | 5    | 9    | 46   | 36   | 29  |
| 6.  | Radnik Velika Gorica | 26  | 11   | 6    | 9    | 46   | 36   | 28  |
| 7.  | Gavrilović Petrinja  | 26  | 10   | 7    | 9    | 42   | 41   | 27  |
| 8.  | Slaven Koprivnica    | 26  | 9    | 7    | 10   | 39   | 35   | 25  |
| 9.  | Končar Zagreb        | 26  | 9    | 7    | 10   | 38   | 41   | 25  |
| 10. | Čelik Križevci       | 26  | 9    | 6    | 11   | 44   | 48   | 24  |
| 11. | Dubrava Zagreb       | 26  | 6    | 10   | 10   | 29   | 34   | 22  |
| 12. | Oroteks Oroslavje    | 26  | 9    | 4    | 13   | 37   | 54   | 22  |
| 13. | Sljeme Sesvete       | 26  | 7    | 5    | 14   | 37   | 60   | 19  |
| 14. | Samobor              | 26  | 3    | 4    | 19   | 19   | 65   | 10  |

- "Končar" iz Zagreba počeo sezonu pod nazivom "Elektrostroj"

## Rezultatska križaljka
| kratica | klub                         | ČEL | DUB | GAV | KON | MTČ | ORO | RAD | RUD | SAM  | SEG | SLA | SLO | SLJE | TEH      |
| --- | ---------------------------- | --- | --- | --- | --- | --- | --- | --- | --- | ---- | --- | --- | --- | ---- | -------- |
| ČEL | Čelik Križevci               |     |     |     |     |     |     |     |     |      | 1:0 |     |     |      |          |
| DUB | Dubrava Zagreb               |     |     |     |     |     |     |     |     |      | 3:2 |     |     |      |          |
| GAV | Gavrilović Petrinja          |     |     |     |     |     |     |     |     |      | 1:1 |     |     |      |          |
| KON | Končar / Elektrostroj Zagreb |     |     |     |     |     |     |     |     |      | 0:0 |     |     |      |          |
| MTČ | MTČ Čakovec                  |     |     |     |     |     |     |     |     |      | 3:2 |     |     |      |          |
| ORO | Oroteks Oroslavje            |     |     |     |     |     |     |     |     |      | 3:2 |     |     |      |          |
| RAD | Radnik Velika Gorica         |     |     |     |     |     |     |     |     |      | 3:1 |     |     |      |          |
| RUD | Rudeš Zagreb                 |     |     |     |     |     |     |     |     |      | 3:8 |     |     |      |          |
| SAM | Samobor                      |     |     |     |     |     |     |     |     |      | 2:0 |     |     |      |          |
| SEG | Segesta Sisak                | 1:1 | 1:0 | 4:0 | 0:0 | 5:2 | 2:1 | 1:0 | 3:1 | 11:0 |     | 1:0 | 4:0 | 3:2  | 0:3 p.f. |
| SLA | Slaven Koprivnica            |     |     |     |     |     |     |     |     |      | 0:2 |     |     |      |          |
| SLO | Sloga Čakovec                |     |     |     |     |     |     |     |     |      | 1:1 |     |     |      |          |
| SLJE | Sljeme Sesvete               |     |     |     |     |     |     |     |     |      | 1:6 |     |     |      |          |
| TEH | Tehničar Karlovac            |     |     |     |     |     |     |     |     |      | 1:1 |     |     |      |          |
| |                              |     |     |     |     |     |     |     |     |      |     |     |     |      |          |
| podebljan rezultat - utakmice od 1. do 13. kola (1. utakmica između klubova) rezultat normalne debljine - utakmice od 14. do 26. kola (2. utakmica između klubova) rezultat nakošen - nije vidljiv redoslijed odigravanja međusobnih utakmica iz dostupnih izvora rezultat smanjen * - iz dostupnih izvora nije uočljiv domaćin susreta prekrižen rezultat - poništena ili brisana utakmica p - utakmica prekinuta 3:0 p.f. / 0:3 p.f. - rezultat 3:0 bez borbe |                              |     |     |     |     |     |     |     |     |      |     |     |     |      |          |

 Izvori: